# Mona Lisa (actrice)
Mona Lisa geb. Gloria Yatco (Tondo (Manilla), 22 juni 1922 - 25 augustus 2019) was een Filipijns actrice.

## Biografie
Mona Lisa werd geboren als Gloria Yatco op 22 juni 1922. Haar ouders waren Isidro Mercado Yatco en Melicia Lerma. Haar vader werd geboren in een invloedrijke familie en was een neef van de Filipijnse nationale held José Rizal. De familie was haar fortuin echter kwijtgeraakt en Yatco was hierdoor gedwongen werk te zoeken waar familieleden op neerkeken. Dat gold ook voor zijn huwelijk met Melicia Lerma, een kaartjesverkoopster bij de bioscoop. De familie emigreerde naar de Verenigde Staten en probeerde daar te overleven tijdens de Grote Depressie van de jaren 30. Gloria moest hierdoor als kind net als de rest van het gezin aan het werk als fruitplukker in Californische boomgaarden. Na zeven jaar gingen haar ouders uit elkaar en keerde Melicia Lerma met haar kinderen terug naar de Filipijnen.
In de Filipijnen werd Gloria kostwinner van het gezin door vanaf haar vijftiende te gaan werken als actrice. Ze begon met kleine ondersteunende rollen. In 1940 ging ze werken voor X'Otic Films, waar de chef van producties haar artiestennaam veranderde in Mona Lisa. Haar kus scene met Serafin Garcia in Tinangay ng Apoy (1940) was niet eerder vertoond in een Filipijnse film. Ook was ze de eerste Filipijnse actrice die zonder kleding te zien was, toen ze naakt zwom in de film Sunset over Corregidor uit 1948. Mona Lisa groeide uit tot een populair actrice in de jaren 40. In 1952 speelde ze in de film Buhay Alamang van regisseur Eddie Romero. Niet lang daarna trouwde ze met Abelardo Guinto en stopte ze met acteren. Het stel kreeg zes kinderen.
In de jaren 70 maakte ze na meer dan twintig jaar afwezigheid een comeback in de Filipijnse filmindustrie, toen ze in 1974 de rol van moeder speelde in La Paloma van Joey Gosiengfiao. In 1977 won ze voor haar rol als Tonya in de film Insiang (1976) van regisseur Lino Brocka een FAMAS Award voor beste vrouwelijke bijrol. In 1982 speelde ze de rol van Pina in Cain and Abel. Voor deze rol werd ze in 1983 genomineerd voor een FAMAS Award voor beste actrice. Ze bleef actief als actrice tot ze ver in de 80 was. Rond haar 91e verjaardag werd een biografie over haar leven gepubliceerd. Het boek werd geschreven door haar kleindochter Céline Fabie.
Ze overleed op 97-jarige leeftijd.